# Aero Flight
Die Aero Flight GmbH & Co. Luftverkehrs KG war eine deutsche Fluggesellschaft mit Sitz in Oberursel (Taunus).

## Geschichte
Am 26. Februar 2004 wurde die Aero Lloyd Flugservice GmbH, eine Tochtergesellschaft der Aero Lloyd, in die Aero Flight GmbH & Co. Luftverkehrs-KG umgewandelt. Nach der Insolvenz von Aero Lloyd im Oktober 2003 übernahm Aero Flight 300 Mitarbeiter und den Flugbetrieb. Gründer der Aero Flight waren Bogomir Gradisnik, Miso Aksmanovic und Gerhard Walter.
Im Juli 2005 war Aero Flight Airline Partner des Fußballbundesligisten Eintracht Frankfurt und hatte einen Airbus A320-200 mit dem Kennzeichen D-ARFE mit dem Schriftzug und dem roten Adler der Eintracht lackiert. Damit wollte man werbewirksam u. a. die Fußballmannschaft zu weiter entfernten Auswärtsspielen fliegen, wozu es aber aufgrund der nachfolgenden Insolvenz nicht mehr kam. Das Flugzeug wurde daraufhin wieder umlackiert.
Am 31. Oktober 2005 gab das Luftfahrt-Bundesamt bekannt, dass die Betriebsgenehmigung für Aero Flight vorerst nicht verlängert wurde. Als Grund wurden wirtschaftliche Gründe angegeben, Aero Flight habe die erforderlichen gesetzlichen Voraussetzungen nicht nachgewiesen. Damit durfte die Fluggesellschaft ab dem 1. November 2005 keine Fluggäste, Post oder Ladung mehr befördern. Übernahmeverhandlungen mit der Investmentfirma CS Ltd. und der isländischen Avion Group scheiterten vorerst. Am 25. November 2005 hat Aero Flight beim Amtsgericht Bad Homburg v. d. Höhe einen Insolvenzantrag gestellt.

### Insolvenz
Die Aero Flight hatte für den Betrieb des Winterflugplans 2005/06 keine ausreichenden Kapitalmittel mehr. Das Luftfahrt-Bundesamt war bei der Prüfung der finanziellen Verhältnisse zu dem Schluss gekommen, dass eine erneute Betriebsgenehmigung ohne den Zuschuss weiterer finanzieller Mittel nicht gewährt werden könne. Die Investmentfirma CS Ltd. unter Leitung von Victor Tsopa (Vizepräsident der Air Moldova, vormals Verkehrsminister von Moldawien) trat im Oktober überraschend als neuer Investor auf. Es schien zunächst, als sei die Firma damit gerettet. Allerdings stellte sich heraus, dass Tsopa über keine finanziellen Mittel verfügte und trotz Bemühungen nicht in der Lage war, entsprechende Finanzmittel beizusteuern. Durch die öffentlichen Ankündigungen Tsopas, das Geschäftsmodell der Airline zu ändern und zukünftig nur noch Flugzeuge zu verleasen, brach der Aero Flight in der Folge das komplette Winterfluggeschäft weg. Der Vertrag mit Tsopa wurde von den Altgesellschaftern der Aero Flight nach drei Wochen wieder rückgängig gemacht und ein neuer Investor, die isländische Avion Group, kam ins Gespräch. Die Übernahmeverhandlungen mit der Avion Group scheiterten jedoch mangels rechtzeitiger Zusage eines Gesellschafters der Aero Flight. Andere Investoren waren nicht finanzkräftig genug bzw. nicht bereit, in die Fluggesellschaft zu investieren.
Die isländische Avion Group übernahm die insolvente Aero Flight unter neuem AOC und nahm den Flugbetrieb im Sommer 2006 unter dem Namen Star XL wieder auf; letztere firmierte bis einschließlich Sommer 2012 unter ihrem neuen Namen, XL Airways Germany. Am 27. Dezember 2012 musste jedoch auch diese Fluggesellschaft beim Amtsgericht Darmstadt Insolvenz anmelden.

## Flugziele

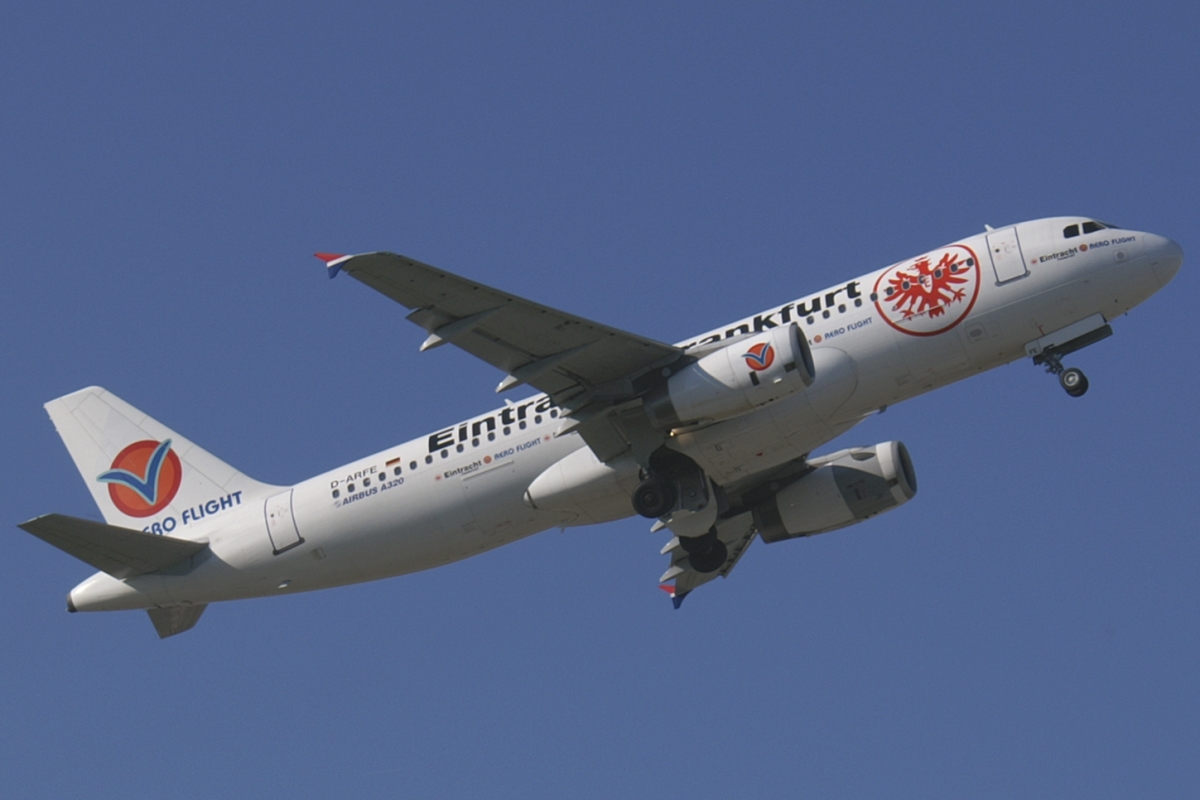
Ein Airbus A320-200 der Aero Flight in Eintracht Frankfurt-Sonderlackierung

Die Gesellschaft führte Charter-, Linien- und Sonderflüge durch. Der Schwerpunkt lag dabei auf dem sogenannten „ethnischen Verkehr“: Rund ein Drittel der Passagiere waren Gastarbeiter mit ihren Familien, die mit der Fluggesellschaft in ihre Heimat flogen.

## Flotte
Die Flotte der Aero Flight bestand bis zur Einstellung des Flugbetriebs aus:
- 4 Airbus A320-200
- 2 Airbus A321-200

| Flugzeug        | Gesamt | Eingeführt | Im Ruhestand |
| --------------- | ------ | ---------- | ------------ |
| Airbus A320-200 | 4      | 2004       | 2005         |
| Airbus A321-200 | 2      | 2004       | 2005         |